# Gramoz Pashko
Gramoz Pashko (* 11. Februar 1955 in Tirana; † 16. Juli 2006 im Adriatischen Meer zwischen Albanien und Italien) war ein albanischer Wirtschaftswissenschaftler und Politiker. 1990 gehörte er zu den Mitbegründern der Demokratischen Partei; zuletzt war er Rektor einer privaten Universität in Tirana.

## Leben
Gramoz Pashko studierte an der Universität Tirana und erwarb 1977 ein Diplom in Wirtschaftswissenschaft, 1983 machte er im selben Fach seinen Master und 1989 erwarb er den Grad eines Doktors der Ökonomie. Bis zur Wende war er als Dozent an der wirtschaftswissenschaftlichen Fakultät in Tirana tätig. 1993 wurde er zum Professor berufen.
Im Herbst 1990 gehörte Pashko zu den Studenten und Dozenten, die in Tirana die antikommunistische Revolution vorantrieben. Im Dezember desselben Jahres war er Mitbegründer der Demokratischen Partei, der ersten nichtkommunistischen politischen Kraft in Albanien. Kurze Zeit war er in der Übergangsregierung von 1991 Vizewirtschaftsminister. Für die Demokraten zog Pashko dann 1992 als Abgeordneter ins Albanische Parlament ein.
Später wechselte er in die kleine liberale Partei Aleanca Demokratike, ehe er sich aus dem politischen Leben Albaniens zurückzog, um wieder als Dozent der Wirtschaftswissenschaften zu arbeiten. Vier Jahre gehörte Pashko einem Gremium an, das den sozialistischen Premierminister
Fatos Nano in Wirtschaftsfragen beriet.
Gramoz Pashko wurde 2002 Rektor der Filiale der New York State University in Tirana. Am 6. Juli 2006 überreichte er den ersten Studenten ihre Abschlussdiplome. Wenige Tage später fiel er aufgrund eines Badeunfalls mit Kopfverletzung nahe Dhërmi ins Koma. Er sollte zur Behandlung mit dem Hubschrauber ins italienische Bari ausgeflogen werden. Der Helikopter stürzte jedoch am 16. Juli über der Adria ab. Gramoz Pashko und fünf weitere Personen kamen dabei ums Leben.

## Werke
- Strukturprobleme und Reformen in Albanien. In: Osteuropa. Zeitschrift für Gegenwartsfragen des Ostens. 4/1991.
- Inflation in Albania. In: Comunist Economies & Economic Transformation. Bd. 5, 1(1993).
- Economic Transition in Albania. In: Europe and Asia Studies Quarterly. Bd. 3 (1993).
- Albania: The Transition from a Command to a Free Market Economy. In: Südosteuropa, Zeitschrift für Gegenwartsforschung. 43(1994).
- Crisis and the Transition of the Albanian Economy, In: Transition in the Balkan States, hrsg. v. A. Aslund u. J.Jeffris, London 1995.
- Economic Transition in Albania in the 1990s. In: The Vienna Institute for Comparative Economic Studies. 12(1995).